# Friedrich IV. (Liegnitz)

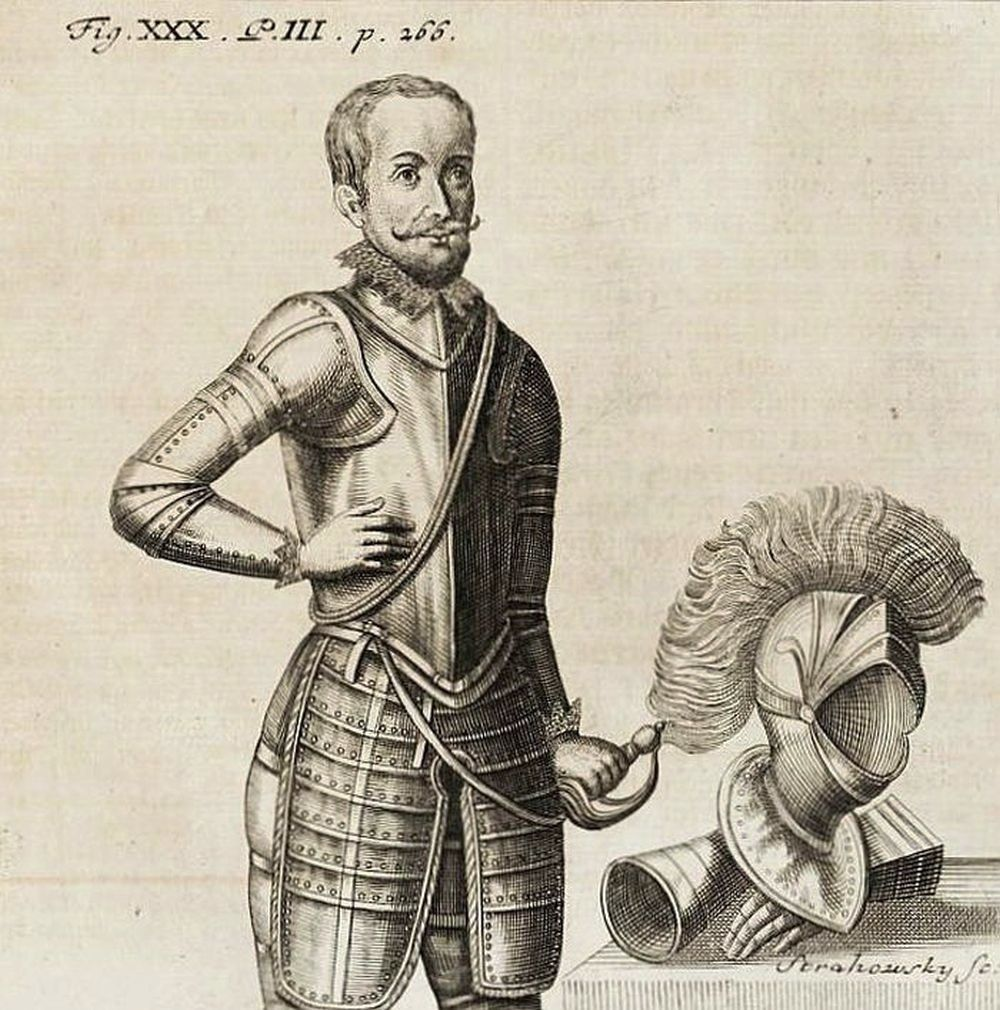
Friedrich IV. von Liegnitz. Kupferstich von Bartholomäus Strachowsky, 1733

Friedrich IV. von Liegnitz (tschechisch Fridrich IV. Lehnický, polnisch Fryderyk IV legnicki; * 20. April 1552; † 27. März 1596) war von 1571 bis zu seinem Tod
Herzog von Liegnitz. In der Zeit von 1571 bis 1576 und von 1580 bis 1581 regierte er gemeinsam mit seinem älteren Bruder Heinrich XI.

## Herkunft und Familie
Friedrich IV. war der dritte Sohn des Liegnitzer Herzogs Friedrich III. und dessen Frau Katharina, einer Tochter des Herzogs Heinrich V. von Mecklenburg-Schwerin. Er wurde nach seinem Bruder Friedrich benannt, der 1551 im Säuglingsalter verstarb.
Am 20. Januar 1587 heiratete Friedrich IV. Maria Sidonia (* 10. Mai 1572; † 3. Oktober 1587), eine Tochter des Herzogs Wenzel III. Adam von Teschen. Sie hatten die Tochter Maria Katharina, die am  17. September 1587 geboren wurde und drei Tage später verstarb.
Nach Maria Sidonias Tod 1587 heiratete Friedrich IV. am 23. November 1589 in zweiter Ehe Dorothea (* 16. Oktober 1569 in Kolding; † 5. Juli 1593 in Liegnitz), eine Tochter des Herzogs Johanns von Schleswig-Holstein-Sonderburg. Sie hatten zwei Söhne, die beide am Tag ihrer Geburt verstarben (25. Mai 1592).
Am 24. Oktober 1594 heiratete Friedrich IV. in dritter Ehe Anna von Württemberg (1561–1616), eine Tochter des Herzogs Christoph von Württemberg und Witwe des Herzogs Johann Georg. Die Ehe blieb kinderlos.

## Leben
Nach dem Tod des Vaters 1570 kam es zwischen Friedrich IV. und dessen älterem Bruder Heinrich XI. zu einem langwierigen Streit um die ererbten Besitzungen. 1571 schlossen sie einen Vergleich, wonach ihre Länder ungeteilt bleiben und von den Brüdern gemeinsam regiert werden sollten. Wegen der kostspieligen Hofhaltung seines Bruders und der damit einhergehenden Verschuldung sah sich Friedrich im Februar 1576 gezwungen, den böhmischen Oberstkanzler Vratislav von Pernstein um Hilfe zu bitten. Daraufhin wurde von Maximilien II. eine königliche Kommission eingesetzt, die Heinrich XI. das Fürstentum entziehen und seinem Bruder Friedrich IV. übertragen sollte. Sie bestimmte mit Dekret vom 13. März 1576 Friedrich IV. zum alleinigen Herrscher von Liegnitz, und am 17. April d. J. trat er die Regierung an. Zugleich musste er sich verpflichten, seinen Bruder Heinrich zu versorgen, dem als Wohnsitz Haynau zugewiesen wurde. Maximilians II. Nachfolger Rudolf II. ließ in seiner Eigenschaft als König von Böhmen den Liegnitzer Bruderstreit neu verhandeln und widerrief am 5. Oktober 1580 das Dekret vom 17. April 1576. Damit wurden Friedrich IV. und sein Bruder Heinrich XI. wieder gemeinsame Regenten des Herzogtums Liegnitz. Da der ältere Heinrich XI. seinen Amtssitz in Liegnitz wählte, war Friedrich IV. gezwungen, sich nach Haynau zurückzuziehen. 
Schon ein Jahr später änderte sich die Situation, als Heinrich XI. wegen Verweigerung der Huldigung in Prag gefangen genommen und ihm wiederum sein Herzogtum entzogen wurde. Friedrich IV. wurde nun wiederum Alleinherrscher von Liegnitz, musste jedoch für den Unterhalt von Heinrichs XI. Familie aufkommen, der in Breslau gefangen gehalten wurde. Da in seinem Herzogtum der Calvinismus noch weit verbreitet war, wandte sich Friedrich IV. 1583 an seinen Onkel Georg II. von Brieg um Rat, wie er in den religiösen Auseinandersetzungen die Rechtsgrundlage des Augsburger Religionsfriedens sicherstellen könne. 
Friedrichs Bruder Heinrich XI., der 1585 aus dem Breslauer Gefängnis nach Krakau geflohen war, starb dort 1588, hinterließ jedoch keine männlichen Nachkommen. Da auch Friedrich IV. ohne Nachkommen verstarb, erbte das Herzogtum Liegnitz 1596 der Brieger Herzog Joachim Friedrich, unter dem die beiden Herzogtümer wieder vereint wurden.